# Язби (поселення)
Язби (поселення) (біл. вёска Язбы (пасёлак)) — село в складі Крупського району Мінської області, Білорусь. Село підпорядковане Костричницькій сільській раді, розташоване в східній частині області.